# Johannes Burkhart
Johannes Burkhart (* 11. März 1904 in Berg bei Ravensburg; † 12. November 1985 in Augsburg) war ein deutscher römisch-katholischer Priester der Diözese Augsburg. Als entschiedener Gegner des Nationalsozialismus war er drei Jahre im KZ Dachau inhaftiert.

## Leben
Johannes Burkhart besuchte das Gymnasium in Ravensburg und schaffte 1923 den Konkurs, also ein normales Abitur, bei dem die Prüfung zusätzlich in Hebräisch und in Religion abgelegt wurde. Danach studierte er an der Theologischen Fakultät der Universität Tübingen und später in München. 1930 wurde er in Dillingen zum Priester geweiht. Seeg im Allgäu, Neuburg (Donau), Markt Rettenbach, Oberhausen, Ottmarshausen und Wertingen waren seine Stationen als Seelsorger.

### Verfolgung im Nationalsozialismus
Schon 1930 als Kaplan in Markt Rettenbach sagte er zum Ortsgruppenleiter: „Nehmen Sie zu Protokoll, daß ich nie mit Heil Hitler grüßen werde.“ Einmal setzte er sich eine halbe Stunde auf der Kanzel mit einem Stoß Exemplare der NS-Zeitung Völkischer Beobachter auseinander. 1939 ist er „als Gegner des Dritten Reichs bekannt und bringt dies bei jeder sich bietenden Gelegenheit zum Ausdruck“. Am 29. Juni 1941 sagte er in der Kirche von Oberreichenbach: „Johannes den Täufer hat es den Kopf gekostet, weil er die Wahrheit gesagt hat. Heute sitzen wieder Lumpen an führender Stelle und es kostet wieder den Kopf, wenn man die Wahrheit sagt.“ Daraufhin überwachten Nationalsozialisten seine Gottesdienste in Ettenbeuren, die zu hören bekamen: „Wozu müssen unsere Soldaten ihr Blut in Russland verlieren, wenn wir den Bolschewismus im eigenen Land haben.“
Nachdem er sich bereits lange Zeit in „Schutzhaft“ befunden hatte, wurde er am 5. Februar 1942 verhaftet und bald darauf nach Dachau gebracht. Am 7. Januar 1943 wurde er für Wehrkraftzersetzung und Kanzelmissbrauch verurteilt. Bis April befand er sich im Gefängnis im Wittelsbacher-Palais in München.

### Zeit im Konzentrationslager Dachau
Am 28. April 1942 wurde Johannes Burkhart mit einem Omnibus ins KZ Dachau gebracht. Bei der Aufnahmeprozedur wurden Personalangaben und Fingerabdrücke aufgenommen. Beim Fotografieren wurde neuen Häftlingen der Kopf festgebunden und per Fußtaste wurde ihnen eine Nadel ins Gesäß gestoßen, sodass es die Gesichter verzerrte. Sie mussten sich nackt ausziehen, wurden am ganzen Körper rasiert und mit einer ätzenden Flüssigkeit desinfiziert. In einer riesigen Dusche wurde das Wasser immer abwechselnd auf ganz kalt und ganz heiß gestellt. Danach bekamen sie weiß-blau gestreifte Kleidung, die meist nicht passte. Jede Häftlingsgruppe hatte ein anderes Kennzeichen, Johannes Burkhart musste sich einen roten Winkel und seine Nummer 29758 aufnähen. Die Nummern symbolisierten die Entwürdigung der Sträflinge, die Johannes Burkhart als das Schlimmste empfand – schlimmer als Hunger, Entbehrung und Strafen. „Ihr seid weniger wert als der Stein auf der Straße, denn den kann man zum Straßenbau verwerten. Ihr aber seid zu nichts wert“, habe der stellvertretende Lagerkommandant sie begrüßt. Schlafen musste er im Pfarrerblock 26, er berichtet von einer „besondere(n) Atmosphäre der Brüderlichkeit und Hilfsbereitschaft“. Nach Möglichkeit wurden Messen, geistliche Feiern und Predigerseminare gehalten. Die Kapelle war für alle geistlichen Häftlinge besonders wertvoll.
Nach einiger Zeit wurden die Häftlinge in drei Gruppen eingeteilt: Die Kräftigen wurden zur Arbeit eingeteilt, die Schwachen wurden zur Vergasung in Schloss Hartheim bei Linz geschickt und die weniger Starken – unter ihnen Johannes Burkhart – waren für die Malaria-Experimente vorgesehen. Der 70-jährige Forscher Professor Claus Schilling, ehemaliger Tropenprofessor aus Hamburg, wollte ein Malariamedikament finden. Dazu wurde Johannes Burkhart Blut eines malariakranken polnischen Postboten gespritzt. Ein paar Tage später bekam er jeden Nachmittag eine Stunde 40–41 Grad Fieber, danach eine Stunde Schüttelfrost. Alle drei Stunden wurde Fieber gemessen, zweimal am Tag Chinin verabreicht und immer wieder sollte er einen Käfig mit Anophelesmücken zur Übertragung der Malaria zwischen die Schenkel klemmen. Nach ein paar Wochen gab der Professor Johannes Burkhart ihm eine Atebrinspritze (ein Mittel gegen Malaria), allerdings bekam er daraufhin Durchfall, sodass er auf einen anderen Revierblock verlegt wurde.
So kam es, dass er wieder mit anderen Geistlichen auf dem Acker arbeiten musste. Am 7. Januar 1943 bekam er in der Besoldungsstelle der SS einen Posten als Sekretär des Abteilungsleiters, dabei gelang es ihm immer wieder verbotenerweise private Briefe an seine ältere Schwester nach Hause zu verschicken. Als ein Mitbruder Schrammel einen Brief an seine Mutter verschicken wollte, wurde er erwischt. Zur Strafe musste Johannes Burkhart 21 Tage in den Bunker d. h. Dunkelarrest. 1944 war er in der Kommandantur tätig und vom Appell befreit. Er arbeitete als Brandschützer und Buchführer.
Besonders in Erinnerung blieb ihm, dass er Weihnachten 1944 für sich allein in einem Raum über der Lagerküche eine Messe feiern konnte.

### Nach 1945
Nach der Befreiung durch die Amerikaner am 28. April 1945 konnte Johannes Burkhart Ende Mai zu Fuß, mit Bus und Fahrrad in seine Pfarrei Oberhausen zurückkehren.
Später half er in Dachau immer wieder bei Führungen aus. Er sagte dazu ein Jahr vor seinem Tod: „Es tut weh, sicher, aber alle Erinnerungen, die wach werden, sind mir die Fragen wert, die mir junge Besucher stellen.“
Von 1956 bis 1972 war Burkhart Pfarrer in Ottmarshausen. In dieser Zeit wurde dort die neue St.-Vitus-Kirche gebaut.
Vierzig Jahre nach der Befreiung starb Johannes Burkhart im Zentralklinikum Augsburg an den Folgen der Malaria-Experimente im Alter von 81 Jahren. Sein Grab ist in Ottmarshausen.

## Ehrungen
Johannes Burkhart war Ehrenbürger von Ottmarshausen und Hammel.